# Marcel Roman
Marcel Marie Léon Roman (Luik, 29 juni 1900 - aldaar, 21 juni 1969) was een Belgische roeier.

## Loopbaan
Roman werd in 1921 samen met Roger Legrand Europees kampioen roeien in de twee met stuurman. In de vier met stuurman werd hij uitgeschakeld in de reeksen. In 1924 werd hij samen met Victor Denis Belgisch kampioen in de dubbeltwee.
In 1924 besloten ze samen met Lucien Brouha en Jules George van de concurrerende Luikse club Union Nautique de Liège een boot te vormen op het onderdeel vier met stuurman op de Belgische selectiewedstrijden voor de Olympische Spelen van 1924. Ze konden de selectie afdwingen, maar ze werden samen met stuurman Georges Anthony uitgeschakeld in de herkansing van de eerste ronde. Met dezelfde samenstelling namen ze dat jaar ook deel aan de Europese kampioenschappen in Zürich, waar ze een bronzen medaille haalden.
Roman nam ook deel aan de Olympische Spelen van 1928. Met de acht met stuurman werd hij uitgeschakeld in de reeksen. Na verlies tegen de Verenigde Staten verloor men de herkansing tegen Nederland.
Na zijn actieve sportcarrière werd hij eind 1950 verkozen tot voorzitter van de roeiclub Société Royale du Sport Nautique de la Meuse. Hij bleef dit tot zijn dood in 1969.

## Palmares

### skiff
- 1924:  BK

### dubbel twee
- 1924:  BK

### twee met stuurman
- 1921:  EK in Amsterdam

### vier met stuurman
- 1921: 2e in reeksen EK in Amsterdam
- 1924: 4e in herkansing OS in Parijs
- 1924:  EK in Zürich

### acht met stuurman
- 1928: 2e in herkansing reeksen OS in Amsterdam